# استیپ درویش
استیپ درویش (کرواتی: Stipe Drews؛ زادهٔ ۸ ژوئن ۱۹۷۳) بوکسور اهل کرواسی است.